# Hans Rudolphi
Hans K. Hermann Rudolphi (* 29. Mai 1885 in Leipzig; † 9. September 1955 ebenda) war ein deutscher Geograph und Professor an der Universität Leipzig.
Rudolphi besuchte das Realgymnasium Petrischule in Leipzig, legte dort 1904 die Reifeprüfung ab und studierte anschließend Geographie, Geologie sowie Nationalökonomie an den Universitäten Greifswald, Berlin und Leipzig. 1910 promovierte er zum Dr. phil. in Geographie an der Universität Leipzig, bei Joseph Partsch und Karl Lamprecht, mit einer Arbeit über die Bedeutung der Wasserscheide für den Landverkehr, 1921 habilitierte er sich dort.
Von 1910 bis 1914 war er Assistent am Geographischen Institut der Deutschen Universität Prag. Er nahm 1915 bis 1918 am Ersten Weltkrieg teil und wurde 1919 bis 1924 Assistent am Geographischen Institut der Universität Leipzig. 1924 bis 1929 arbeitete er als Schriftleiter am Bibliographischen Institut Leipzig. 1930 erhielt er einen Lehrauftrag für Angewandte Geographie an der Universität Leipzig und lehrte 1931 bis 1952 als außerordentlicher Professor für Geographie. Im November 1933 unterzeichnete er das Bekenntnis der deutschen Professoren zu Adolf Hitler. Von 1946 bis 1952 war er als kommissarischer Direktor des Geographischen Instituts der Universität Leipzig eingesetzt.

## Schriften
- Die Polarwelt, Breslau 1926
- mit Karl-Heinz Dietzel (Hrsg.): Koloniale Studien. Hans Meyer zum siebzigsten Geburtstag am 22. März 1928, dargebracht von seinen Freunden, Verehrern und Schülern, Berlin 1928
- Mithrsg.: Ostdeutsche Grenzlande, Leipzig 1937